# Longwood (Floride)
Pour les articles homonymes, voir Longwood.
Longwood est une ville située dans le comté de Seminole en Floride aux États-Unis, au nord d'Orlando.

## Démographie
| 1890 | 1920 | 1930 | 1940 | 1950 | 1960  |
| ---- | ---- | ---- | ---- | ---- | ----- |
| 57   | 106  | 318  | 406  | 717  | 1 689 |

| 1970  | 1980   | 1990   | 2000   | 2010   | - |
| ----- | ------ | ------ | ------ | ------ | - |
| 3 203 | 10 029 | 13 316 | 13 745 | 13 657 | - |

La population s'élevait à 13 657 habitants lors du recensement de 2010.